# Bahnstrecke Bamberg–Rottendorf
| |                                                                                                |                                                   |                                                   |
| Streckennummer (DB): | 5102                                                                                           |                                                   |                                                   |
| Kursbuchstrecke (DB): | 810                                                                                            |                                                   |                                                   |
| Kursbuchstrecke: | 418 (1946) 419 (Schweinfurt Hbf – Rottendorf 1946) 418d (Schweinfurt Hbf – Waigolshausen 1946) |                                                   |                                                   |
| Streckenlänge: | 92,153 km                                                                                      |                                                   |                                                   |
| Spurweite: | 1435 mm (Normalspur)                                                                           |                                                   |                                                   |
| Streckenklasse: | D4                                                                                             |                                                   |                                                   |
| Stromsystem: | 15 kV, 16,7 Hz ~                                                                               |                                                   |                                                   |
| Streckengeschwindigkeit: | 160 km/h                                                                                       |                                                   |                                                   |
| Zugbeeinflussung: | PZB                                                                                            |                                                   |                                                   |
| Zweigleisigkeit: | durchgehend                                                                                    |                                                   |                                                   |
| |                                                                                                |                                                   |                                                   |
| \| \| \| von Nürnberg Hbf \| \| \| \| 0,000 \| Bamberg \| 240 m \| \| \| \| nach Scheßlitz \| \| \| \| 0,900 \| zum Hafen Bamberg \| zum Hafen Bamberg \| \| \| \| nach Hof Hbf \| \| \| \| \| von Hallstadt (b Bamberg) \| \| \| \| 2,378 \| Höflein (Abzw) \| Höflein (Abzw) \| \| \| 2,540 \| geplante Neubaustrecke zum Hafen Bamberg \| geplante Neubaustrecke zum Hafen Bamberg \| \| \| \| Bundesautobahn 70 \| \| \| \| 3,716 \| Mainbrücke Hallstadt (159 m) \| Mainbrücke Hallstadt (159 m) \| \| \| 7,152 \| Oberhaid \| Oberhaid \| \| \| 12,550 \| Staffelbach \| Staffelbach \| \| \| 15,700 \| Stettfeld (Unterfr) \| Stettfeld (Unterfr) \| \| \| 19,797 \| Ebelsbach-Eltmann \| Ebelsbach-Eltmann \| \| \| 25,372 \| Zeil \| Zeil \| \| \| \| von Hofheim (Unterfr) \| \| \| \| 32,500 \| Haßfurt \| Haßfurt \| \| \| 37,300 \| Obertheres \| Obertheres \| \| \| 39,800 \| Untertheres \| Untertheres \| \| \| 43,760 \| Gädheim \| Gädheim \| \| \| 49,244 \| Schonungen (bis Okt. 1983 und seit 14. Dez. 2014)[1] \| Schonungen (bis Okt. 1983 und seit 14. Dez. 2014)[1] \| \| \| 51,100 \| Mainberg \| Mainberg \| \| \| 54,323 \| Schweinfurt Stadt \| Schweinfurt Stadt \| \| \| 55,548 \| Schweinfurt Mitte \| Schweinfurt Mitte \| \| \| \| Bundesstraße 286 \| \| \| \| \| von Kitzingen \| \| \| \| 56,891 \| Schweinfurt Hbf \| 217 m \| \| \| \| nach Meiningen \| \| \| \| \| Bundesstraße 26 \| \| \| \| 63,580 \| Bergrheinfeld \| Bergrheinfeld \| \| \| \| Bundesautobahn 70 \| \| \| \| 68,223 \| Waigolshausen \| 245 m \| \| \| \| nach Gemünden am Main \| \| \| \| 71,783 \| Eßleben \| Eßleben \| \| \| 77,349 \| Bergtheim \| 272 m \| \| \| \| von Volkach (Main) \| \| \| \| 82,784 \| Seligenstadt (b Würzburg) \| 281 m \| \| \| \| von Fürth \| \| \| \| 92,153 \| Rottendorf \| 245 m \| \| \| \| nach Würzburg (zwei Strecken) \| \| \| \| \| \| \| \| Quellen: [2][3][4] \| \| \| \| |                                                                                                |                                                   |                                                   |
| Strecke |                                                                                                | von Nürnberg Hbf                                  | von Nürnberg Hbf                                  |
| Bahnhof | 0,000                                                                                          | Bamberg                                           | 240 m                                             |
| Abzweig geradeaus und ehemals nach rechts |                                                                                                | nach Scheßlitz                                    | nach Scheßlitz                                    |
| Abzweig geradeaus und nach links | 0,900                                                                                          | zum Hafen Bamberg                                 | zum Hafen Bamberg                                 |
| Abzweig geradeaus und nach rechts |                                                                                                | nach Hof Hbf                                      | nach Hof Hbf                                      |
| Abzweig geradeaus und von rechts |                                                                                                | von Hallstadt (b Bamberg)                         | von Hallstadt (b Bamberg)                         |
| Blockstelle | 2,378                                                                                          | Höflein (Abzw)                                    | Höflein (Abzw)                                    |
| Abzweig geradeaus und ehemals nach links | 2,540                                                                                          | geplante Neubaustrecke zum Hafen Bamberg          | geplante Neubaustrecke zum Hafen Bamberg          |
| Brücke |                                                                                                | Bundesautobahn 70                                 | Bundesautobahn 70                                 |
| Brücke über Wasserlauf | 3,716                                                                                          | Mainbrücke Hallstadt (159 m)                      | Mainbrücke Hallstadt (159 m)                      |
| Bahnhof | 7,152                                                                                          | Oberhaid                                          | Oberhaid                                          |
| ehemaliger Bahnhof | 12,550                                                                                         | Staffelbach                                       | Staffelbach                                       |
| ehemaliger Haltepunkt / Haltestelle | 15,700                                                                                         | Stettfeld (Unterfr)                               | Stettfeld (Unterfr)                               |
| Bahnhof | 19,797                                                                                         | Ebelsbach-Eltmann                                 | Ebelsbach-Eltmann                                 |
| Bahnhof | 25,372                                                                                         | Zeil                                              | Zeil                                              |
| Abzweig geradeaus und ehemals von rechts |                                                                                                | von Hofheim (Unterfr)                             | von Hofheim (Unterfr)                             |
| Bahnhof | 32,500                                                                                         | Haßfurt                                           | Haßfurt                                           |
| ehemaliger Bahnhof | 37,300                                                                                         | Obertheres                                        | Obertheres                                        |
| ehemaliger Haltepunkt / Haltestelle | 39,800                                                                                         | Untertheres                                       | Untertheres                                       |
| Dienststation / Betriebs- oder Güterbahnhof | 43,760                                                                                         | Gädheim                                           | Gädheim                                           |
| Haltepunkt / Haltestelle | 49,244                                                                                         | Schonungen (bis Okt. 1983 und seit 14. Dez. 2014) | Schonungen (bis Okt. 1983 und seit 14. Dez. 2014) |
| ehemaliger Haltepunkt / Haltestelle | 51,100                                                                                         | Mainberg                                          | Mainberg                                          |
| Bahnhof | 54,323                                                                                         | Schweinfurt Stadt                                 | Schweinfurt Stadt                                 |
| Haltepunkt / Haltestelle | 55,548                                                                                         | Schweinfurt Mitte                                 | Schweinfurt Mitte                                 |
| Brücke |                                                                                                | Bundesstraße 286                                  | Bundesstraße 286                                  |
| Abzweig geradeaus und von links |                                                                                                | von Kitzingen                                     | von Kitzingen                                     |
| Bahnhof | 56,891                                                                                         | Schweinfurt Hbf                                   | 217 m                                             |
| Abzweig geradeaus, nach rechts und ehemals von rechts |                                                                                                | nach Meiningen                                    | nach Meiningen                                    |
| Brücke |                                                                                                | Bundesstraße 26                                   | Bundesstraße 26                                   |
| ehemaliger Haltepunkt / Haltestelle | 63,580                                                                                         | Bergrheinfeld                                     | Bergrheinfeld                                     |
| Brücke |                                                                                                | Bundesautobahn 70                                 | Bundesautobahn 70                                 |
| Bahnhof | 68,223                                                                                         | Waigolshausen                                     | 245 m                                             |
| Abzweig geradeaus und nach rechts |                                                                                                | nach Gemünden am Main                             | nach Gemünden am Main                             |
| Haltepunkt / Haltestelle | 71,783                                                                                         | Eßleben                                           | Eßleben                                           |
| Haltepunkt / Haltestelle | 77,349                                                                                         | Bergtheim                                         | 272 m                                             |
| Abzweig geradeaus und ehemals von links |                                                                                                | von Volkach (Main)                                | von Volkach (Main)                                |
| Bahnhof | 82,784                                                                                         | Seligenstadt (b Würzburg)                         | 281 m                                             |
| Abzweig geradeaus und von links |                                                                                                | von Fürth                                         | von Fürth                                         |
| Bahnhof | 92,153                                                                                         | Rottendorf                                        | 245 m                                             |
| Abzweig geradeaus und nach rechts |                                                                                                | nach Würzburg (zwei Strecken)                     | nach Würzburg (zwei Strecken)                     |
| |                                                                                                |                                                   |                                                   |
| Quellen: |                                                                                                |                                                   |                                                   |

Die Bahnstrecke Bamberg–Rottendorf ist eine zweigleisige, elektrifizierte Hauptbahn in Bayern. Sie ist 92,2 Kilometer lang und führt als Teil der ehemaligen Ludwigs-Westbahn von Bamberg über Haßfurt und Schweinfurt nach Rottendorf in der Nähe von Würzburg. Zwischen Bamberg und Schweinfurt verläuft die Strecke größtenteils entlang des Mains.

## Geschichte

### Eröffnungsdaten
Die Strecke wurde von 1852 bis 1854 in drei Stufen, von Bamberg ausgehend, erbaut; die Konzession erteilte das Bayerische Gesetz vom 23. Mai 1846
- 1. August 1852: Bamberg–Haßfurt
- 3. November 1852: Haßfurt–Schweinfurt
- 1. Juli 1854: Schweinfurt–Rottendorf (zusammen mit Rottendorf–Würzburg der späteren Bahnstrecke Fürth–Würzburg)

In der weiteren Entwicklung der Strecke wurden durch erhöhtes Verkehrsaufkommen mehrmals Kapazitätserweiterungen notwendig:
- 1897: Zweigleisiger Ausbau Schweinfurt–Waigolshausen
- 1905 bis 1908: Zweigleisiger Ausbau Bamberg–Schweinfurt und Waigolshausen–Rottendorf

### Elektrifizierung und Ausbau
In den Jahren 1971 und 1972 wurde die Strecke in zwei Stufen elektrifiziert:
- 22. September 1971: Waigolshausen–Bamberg
- 26. Mai 1972: Rottendorf–Waigolshausen

Im Rahmen der Reaktivierung der Strecke Seligenstadt–Volkach wurde eine Blockverdichtung zwischen Seligenstadt und Rottendorf aus Bundesmitteln nach der Leistungs- und Finanzierungsvereinbarung Anlage 8.7 in Aussicht gestellt und von der DB InfraGO bis 2028 zugesagt.

## Verkehr und Fahrzeugeinsatz

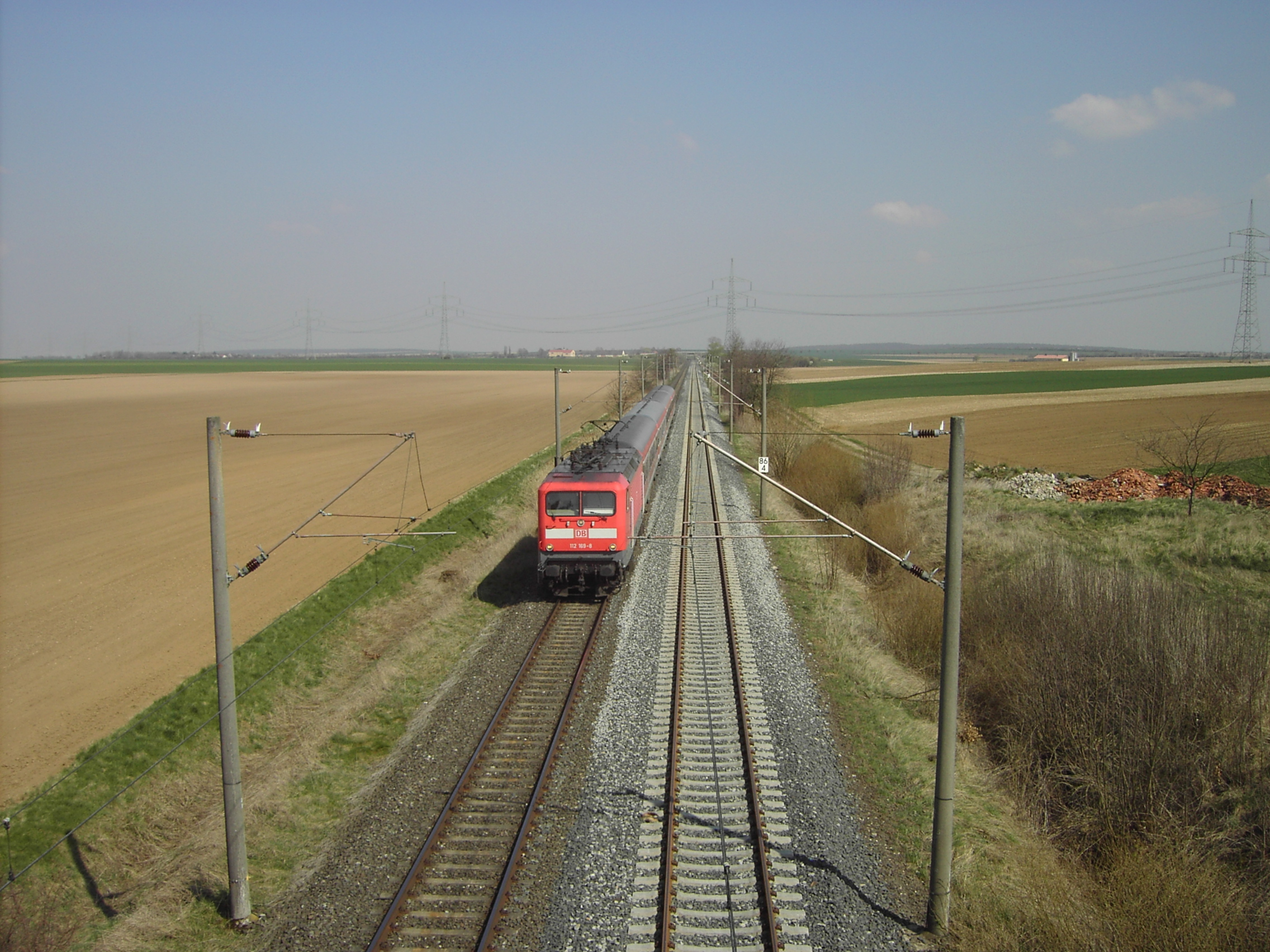
Regionalbahn zwischen Seligenstadt (b Würzburg) und Rottendorf

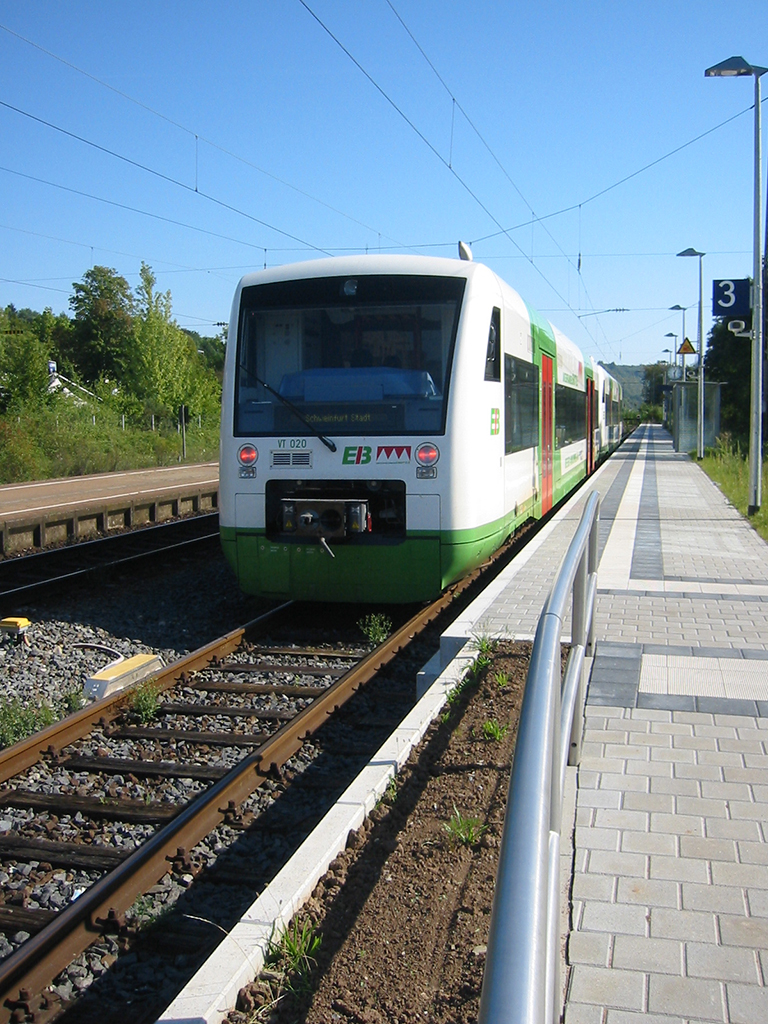
Regio-Shuttle der Erfurter Bahn in Schweinfurt Stadt

### Personenverkehr

#### Fernverkehr
Vor der Fertigstellung der Bahnstrecke Fürth–Würzburg über Kitzingen, Neustadt an der Aisch und Fürth, die wegen ihrer schwierigen Geländeverhältnisse im Bereich des Steigerwalds zunächst nicht realisiert wurde, hatte der Ostteil der Ludwigs-Westbahn eine hohe Bedeutung im Ost-West-Fernverkehr. Nachdem die direkte Strecke 1865 dann doch gebaut wurde, lag die Bedeutung der Teilstrecke Bamberg–Schweinfurt nur noch im Regional- und Nahverkehr. 1884 wurde Schweinfurt Bestandteil der Schnellzug-Verbindung Stuttgart–Berlin über Würzburg und Erfurt. Dieser Verkehr kam 1945 zum Erliegen, wurde 1993 als Interregio-Linie Stuttgart–Würzburg–Erfurt aufgenommen und 2001 wieder eingestellt. Seither ist auch der Abschnitt Schweinfurt–Rottendorf wieder ohne Personenfernverkehr.
Im Rahmen der Fernverkehrsoffensive 2030 der Deutschen Bahn sollte diese Strecke durch den neu eingeführten IC Bamberg–Stuttgart in das Intercity-Netz eingebunden werden.

#### Nahverkehr
1978 wurde auf der Strecke das eilzugmäßige Fahren eingeführt, mit dem die Bedienung zahlreicher Stationen endete.
Die Erfurter Bahn fährt seit Dezember 2004 im sogenannten „Kissinger Stern“. Die aus Bad Kissingen und Meiningen kommenden, Unterfranken-Shuttle genannten Züge werden seitdem über den Schweinfurter Hauptbahnhof hinaus bis nach Schweinfurt Stadt durchgebunden, wo extra ein neuer Kopfbahnsteig errichtet wurde. Die Erfurter Bahn setzt auf ihren Linien ausschließlich Dieseltriebwagen des Typs Stadler Regio-Shuttle RS1 ein.
Im Juni 2006 hat die Bayerische Eisenbahngesellschaft (BEG) den Betrieb der Nahverkehrszüge rund um Würzburg europaweit ausgeschrieben. Zu den Strecken gehört auch die Regionalbahn-Verbindung Würzburg–Bamberg. Der Ausschreibungszeitraum beträgt elf Jahre. Am 9. Februar 2007 ist die Entscheidung gefallen, den Verkehr auch nach 2010 an die DB Regio AG zu vergeben. Neben der Einführung eines generellen Stundentaktes bis Schweinfurt an allen Wochentagen sollen die in Schweinfurt endenden Züge außerdem bis zum Stadtbahnhof weitergeführt werden und nicht mehr wie bisher am Hauptbahnhof wenden.
Die geforderten Maßnahmen wurden zum Fahrplanwechsel am 12. Dezember 2010 durchgesetzt.
Bei der zweistündlich geführten RegionalExpress-Linie von Nürnberg über Schweinfurt nach Würzburg sollte zum Fahrplanwechsel 2011 auch eine Änderung eintreten: Durch die Ausschreibung des E-Netzes Franken durch die Bayerische Eisenbahngesellschaft war vorgesehen diese Linie durch neue Triebwagen der Baureihe 442 bedienen zu lassen. Durch die unvollständige Zulassung (Zugteilung noch nicht genehmigt) und nicht fristgerechte Lieferung dieser Triebwagen wird in der Zwischenzeit das bisherige Konzept angeboten.
Die RE-Verbindung Würzburg–Bamberg–Lichtenfels–Bayreuth/Hof erfuhr eine Zweiteilung. Dies geschah deshalb, weil die DB Regio Franken die Ausschreibung im Bereich Main-Spessart Anfang 2013 gewann. Seit Dezember 2013 besteht sie aus der Linie (Frankfurt–)Würzburg–Bamberg, die an die DB Regio Bayern VB Franken überging, und andererseits aus der Linie Bamberg–Lichtenfels–Bayreuth/Hof, die an die DB Regio Bayern VB Nordostbayern überging. Ab Dezember 2015 wurde die zweistündige Verlängerung der aus Frankfurt kommenden neuen Twindexx-Vario-Züge (neue Doppelstockzüge) ab Würzburg nach Bamberg umgesetzt. Bis dahin verkehrten ab Dezember 2013 in diesem Bereich auf der RE-Verbindung Triebzüge der Baureihe 425. Ebenso werden diese auf der RB-Verbindung der Mainfrankenbahn zur Optimierung der Coradia Continental-Züge eingesetzt.
Da zwischen Schweinfurt und Bamberg lange Zeit nur alle zwei Stunden eine Regionalbahn verkehrte, existierten zwischen den zwei Städten Schweinfurt und Haßfurt keine Zwischenhalte mehr. Nachdem wieder eine stündliche Verbindung eingerichtet wurde, wurde in Schonungen zum 14. Dezember 2014 wieder ein Haltepunkt eröffnet.
Zwischen Würzburg und Bamberg verkehren zwei zweistündliche Regional-Express-Linien, die sich zu einem Stundentakt überlagern:
- RE 54: Frankfurt–Aschaffenburg–Würzburg–Schweinfurt–Haßfurt–Bamberg
- RE 20: Würzburg–Schweinfurt–Haßfurt–Bamberg–Forchheim (Oberfr)–Erlangen–Fürth (Bay)–Nürnberg

Bestandteil dieses Konzeptes ist, dass auf allen Hauptstrecken entlang der Achse Würzburg–Hof ein Regional-Express-Stundentakt angeboten wird. Mit Umsteigemöglichkeit in Bamberg erhält man stündliche Verbindungen nach Hof und Bayreuth, über Coburg nach Sonneberg und nach Nürnberg.
Zwischen Würzburg und Schweinfurt verkehrt zudem zweistündlich der Regionalexpress der Linie RE 7 Würzburg–Schweinfurt–Bad Kissingen/Mellrichstadt–Suhl–Erfurt auf der Strecke.
Die letztgenannte Linie (Mainfranken-Thüringen-Express) wird aufgrund ihrer kurvenreichen Streckenführung mit Neigetechnikzügen der Baureihe 612 bedient, meist in Dreifachtraktion. Auf der RE-Linie Frankfurt–Würzburg–Bamberg verkehren momentan die Doppelstock-Triebzüge Twindexx Vario.
Auf der RE-Linie Nürnberg–Bamberg–Würzburg verkehrt der Franken-Thüringen-Express mit Triebwagen der Baureihe 442, seit Dezember 2023 mit Doppelstock-Triebwagen der Baureihe 462 (Siemens Desiro HC).
Am Wochenende verkehrt zusätzlich zweimal täglich ein Regionalexpress speziell für Fahrradfahrer von Bamberg nach Aschaffenburg und zurück auf dem Abschnitt zwischen Bamberg und Waigolshausen.
Regionalbahn-Züge verdichten zusätzlich das Regional-Express-Angebot. Angeboten wird die stündliche Linie (Schlüchtern–)Gemünden–Würzburg–Bamberg. Die Züge endeten bis 2021 am Wochenende alle zwei Stunden am Stadtbahnhof Schweinfurt. Auf den Abschnitten Haßfurt–Bamberg und Würzburg–Schweinfurt Stadt verkehren zur Hauptverkehrszeit Verstärkerfahrten, sodass dort alle Stationen im Halbstundentakt bedient werden. Zwischen Würzburg und Schweinfurt verkehren damit bis zu vier Züge pro Stunde und Richtung. Die Regionalbahnverbindungen werden seit Dezember 2010 fast ausschließlich mit Fahrzeugen des Typs Alstom Coradia Continental bedient. Bei den Verstärkerfahrten sind auch Regionalbahnen mit Baureihe 425 unterwegs.
Mit der Reaktivierung der Strecke Seligenstadt–Volkach ist zur Verbindung von Volkach-Astheim nach Würzburg ab dem Fahrplanjahr 2029 zwischen Seligenstadt und Rottendorf eine zusätzliche Linie im Stundentakt mit Akkumulatortriebwagen vorgesehen.
Teile der Strecke sind in den Nahverkehr Mainfranken (NVM) und in den Verkehrsverbund Großraum Nürnberg (VGN) integriert. Zwischen Rottendorf und Ebelsbach-Eltmann gilt der Tarif des NVM. Zwischen Haßfurt und Bamberg gilt seit 1. Januar 2018 der Tarif des VGN. Die Strecke zwischen Haßfurt und Ebelsbach-Eltmann ist somit Teil beider Verbünde – für den Binnenverkehr kommt der Tarif des VGN zum Einsatz.

### Güterverkehr
Im Güterverkehr ist die Strecke für den Nord-Süd-Verkehr von großer Bedeutung. Die Züge verkehren dabei meist über die Werntalbahn und von dort über Bamberg nach Nürnberg. Hierdurch wird die überlastete Strecke Würzburg–Fürth umgangen. Im Abschnitt Waigolshausen–Rottendorf verkehren nur wenige Güterzüge. Grund hierfür sind mitunter die relativ langen Blockabstände.